# Folmer Dyrlund
Niels Kristian Folmer Dyrlund, född den 24 maj 1826, död den 27 februari 1917 i Köpenhamn, var en dansk språkforskare.
Dyrlund blev student 1844, deltog i kriget 1848–1851, blev 1872 filosofie doktor och var 1872–1891 lärare i danska vid officersskolan. I bokform offentliggjorde Dyrlund endast den koncentrerade Udsigt over de danske Sprogarter (1857) och Tatere og Natmandsfolk i Danmark (1872), men i tidskrifter ("Aarbøger for nordisk Oldkyndighed" och "Arkiv for nordisk Filologi") och tidningar var han en mycket flitig medarbetare och ådagalade en särdeles omfattande kännedom om danska språket och dess dialekter. 